# Invasione dell'Inghilterra di Canuto il Grande
Nell'autunno del 1016, il principe danese Canuto il Grande invase con successo l'Inghilterra. Il padre di Canuto, Sweyn I Barbaforcuta, aveva già conquistato e governato brevemente l'Inghilterra per meno di cinque settimane.

## La campagna
La battaglia di Brentford fu combattuta nel 1016 tra il 9 maggio (data approssimativa dello sbarco di Canuto a Greenwich) e il 18 ottobre (la data della successiva battaglia di Ashingdon) tra gli anglosassoni guidati da Edmondo Fiancoferrato ei danesi guidati da Canuto. Fu la prima di una serie di battaglie combattute tra i due; il loro scontro portò alla fine alla divisione tra i due delle terre detenute dal padre di Edmondo, Etelredo II l'Impreparato. Edmondo vinse questa battaglia, ma alla fine non riuscì a difendere le terre ereditate da suo padre.
(Cronaca anglosassone, p, 106, traduzione in inglese di J. A. Giles (1914, prima edizione 1847))
La battaglia di Ashingdon (o Assandun/Essendune) fu combattuta tra gli eserciti danesi e anglosassoni il 18 ottobre 1016. C'è disaccordo se Assandun possa essere Ashdon vicino a Saffron Walden nel nord dell'Essex oppure Ashingdon vicino a Rochford nel sud-est dell'Essex, in Inghilterra. In ogni caso, la battaglia vide la vittoria dei danesi guidati da Canuto il Grande, che trionfarono sull'esercito anglosassone guidato dal re Edmondo. La battaglia fu la conclusione della riconquista danese dell'Inghilterra.
La battaglia è menzionata brevemente nella Knýtlinga saga che cita un verso di poesia dello scaldo Óttarr svarti, uno dei poeti di corte di Canuto:
At Ashington, you worked well
in the shield-war, warrior-king;
brown was the flesh of bodies
served to the blood-bird:
in the slaughter, you won,
sire, with your sword
enough of a name there,
north of the Danes' Woods.»
Ad Ashington, hai agito bene
nella guerra degli scudi, re guerriero;
marrone era la carne dei corpi
servito all'uccello di sangue:
nel massacro, hai vinto,
sire, con la tua spada
basta con il nome,
a nord del Bosco dei Danesi.»
Nel corso della battaglia, Eädnoth il Giovane, vescovo di Dorchester, fu ucciso dagli uomini di Canuto mentre stava celebrando la messa per gli uomini di Edmondo. Secondo il Liber Eliensis, la mano di Eadnoth fu prima tagliata per un anello e poi il suo corpo fu fatto a pezzi. Anche l'Ealdorman Ulfcytel Snillingr morì nella battaglia.
In seguito alla sua sconfitta, Edmondo fu costretto a firmare un trattato con Canuto. Con questo trattato, tutta l'Inghilterra tranne il regno del Wessex sarebbe stata controllata da Canuto e, quando uno dei re fosse morto, l'altro avrebbe preso tutta l'Inghilterra, essendo il figlio di quel re l'erede al trono. Dopo la morte di Edmondo il 30 novembre, Canuto costruì una chiesa, una cappella o un luogo sacro dopo aver vinto la battaglia per commemorare i soldati morti in battaglia. Qualche anno dopo, nel 1020, fu completata la chiesa commemorativa nota come Ashingdon Minster, sulla collina accanto al presunto luogo della battaglia di Ashingdon. La chiesa è tutt'oggi in piedi. Canuto partecipò alla consacrazione di Ashingdon Minster con i suoi vescovi e nominò il suo sacerdote personale, Stigand, come sacerdote della sopraddetta chiesa. Questa è oggi dedicata a sant'Andrea ma si ritiene che in precedenza fosse stata dedicata a san Michele, considerato un santo militare: infatti le chiese a lui dedicate si trovano spesso su una collina.